# 钢铁阵线

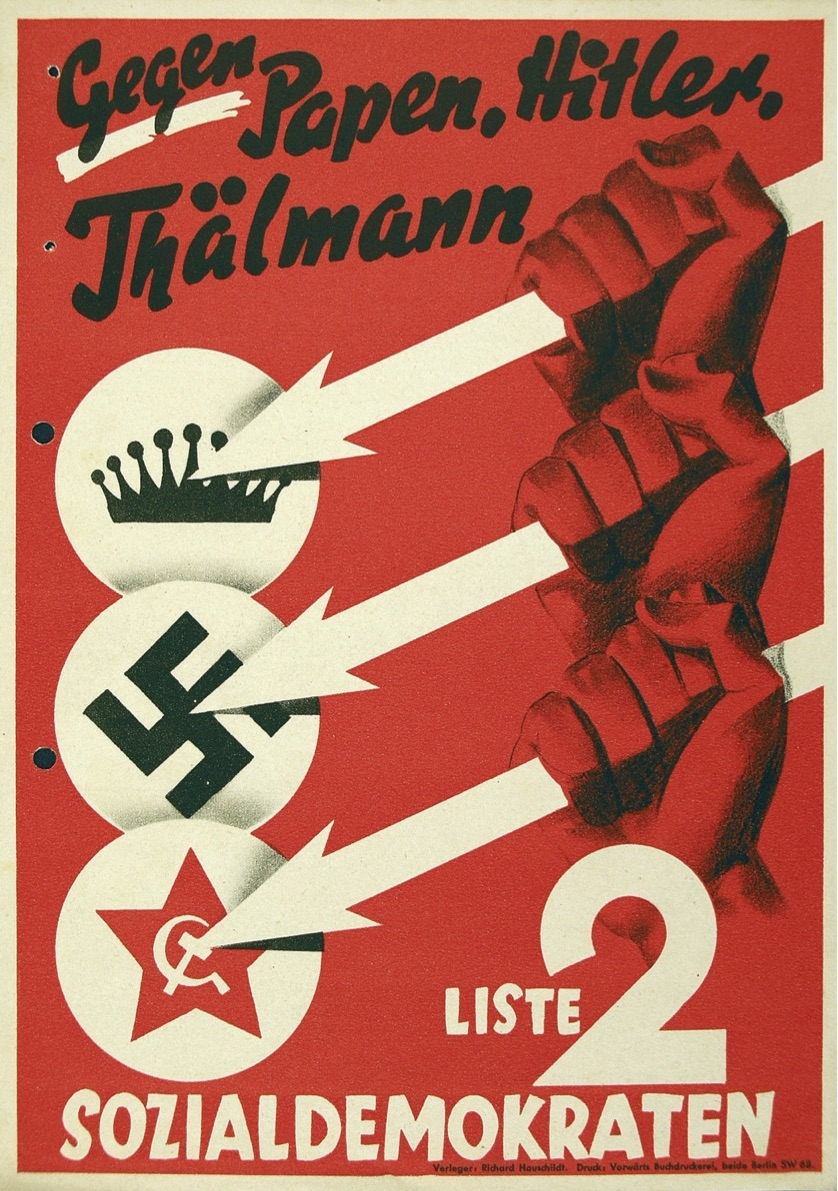
一张1932年广泛张贴的德国社会民主党选举海报：钢铁阵线的三个箭头刺向君主主义、纳粹主义和共产主义。标语为“反对帕彭、希特勒和台尔曼”

钢铁阵线（德語：Eiserne Front）是德国魏玛共和时期的一个准军事组织，成员主要包括社会民主主义者、工会人士及自由主义者。在德国社会民主党的倡议下，在1931年由黑红金国旗团、德国工会联合会、通用自由雇员联合会和工人体操与体育联合会合并而成。钢铁阵线官方为中立，但实际上与社民党联系紧密。它在极右翼的哈尔茨堡阵线组成之后组成与之抗衡，将自己视为阵线联盟，而不是会员组织。钢铁阵线的目的是维护和执行《魏玛宪法》，以及防御激进的“反共和国”势力，特别是反对纳粹主义者（及其准军事组织冲锋队）。除反对各类右翼自由军团外，它也反对德国共产党的反法西斯主义运动和有组织的君主主义者。德国共产党主席恩斯特·台尔曼曾将“钢铁阵线”称为“社会法西斯主义的恐怖组织” 。